# Semovente 105/25
Semovente 105/25 byl italský stíhač tanků používaný za druhé světové války. Byl zkonstruován namontováním 105mm kanonu délky 25 ráží na rozšířeném podvozku z tanku M15/42. Třicet jich bylo vyrobeno v továrně Fiat-Ansaldo a dodáno v roce 1943 před Italským příměřím v září toho roku. Poté je převzaly německé síly a používaly pod označením Sturmgeschütz M43 mit 105/25 853(i). Němci navíc vyrobili dalších šedesát kusů.